# 小原正和
小原正和，日本男性動畫導演、演出家。另外常別名織原真盃、稻井仁參加動畫製作。

## 人物簡介
1992年進入動畫公司日昇動畫開始參加動畫製作。在那之後擔任導演執導過同名公司承包製作的動畫《舞-HiME》、《舞-乙HiME》及《加速世界》等，並在自己執導的作品任命多位演出家各自負責各集的演出。

## 主要參加作品

### 電視動畫
- 1995年：獸戰士Gulkeeva（日语：獣戦士ガルキーバ）（（製作進行）
- 1998年：星方武俠（日语：星方武侠アウトロースター）（分鏡、設定製作）
- 1998年：丸少爺（分鏡）※織原真盃名義。
- 1999年：星方天使（分鏡、演出）
- 1999年：∀鋼彈（分鏡）
- 1999年：The Big O（演出助手、演出）
- 1999年：天使不設防！（分鏡）※織原真盃名義。
- 2000年：GEAR戰士電童（分鏡、演出）
- 2001年：妙妙魔法屋（分鏡、演出）
- 2002年：妙妙魔法屋2（分鏡、演出）
- 2002年：十二國記（演出）
- 2002年：帝皇戰紀（分鏡）
- 2003年：妙妙魔法屋3（分鏡、演出）
- 2003年：激鬥戰車Nitro（日语：クラッシュギアNitro）（分鏡、演出）
- 2004年：舞-HiME（導演[3]）
- 2005年：舞-乙HiME（導演）
- 2009年：穿越宇宙的少女（導演[4]、分鏡）
- 2009年：動物偵探奇魯米（分鏡）※織原真盃名義。
- 2010年：超級機械人大戰OG -The Inspector-（分鏡）※織原真盃名義。
- 2010年：SD鋼彈三國傳 Brave Battle Warriors（分鏡）※稻井仁名義。
- 2011年：A頻道（分鏡）※稻井仁名義。
- 2011年：境界線上的地平線（分鏡）※稻井仁名義。
- 2012年：加速世界（導演[5]）
- 2012年：超速變形螺旋傑特（分鏡）※稻井仁名義。
- 2014年：FAIRY TAIL（分鏡）※稻井仁名義。
- 2014年：魔彈之王與戰姬（分鏡、ED分鏡&演出）※稻井仁名義。
- 2015年：戰姬絕唱SYMPHOGEAR GX（分鏡、演出）※稻井仁名義。
- 2016年：黑白來看守所（分鏡、演出）※稻井仁名義。
- 2018年：皇帝聖印戰記（分鏡）
- 2018年：刀劍神域 Alicization（分鏡）
- 2019年：輝夜姬想讓人告白 ～天才們的戀愛頭腦戰～（分鏡、演出）

### OVA
- 1994年：裝甲騎兵 榮耀的異端（製作進行）
- 1996年：閃電霹靂車SAGA（設定製作）
- 2006年：舞-乙HiME Zwei（導演）

### 電影動畫
- 2016年：加速世界 INFINITE∞BURST（導演）

## 相關項目
- 日本動畫師列表

## 外部連結
- 動畫《裝甲騎兵》官方網站的特別專訪 （页面存档备份，存于） （日語）